# Jethro Tull (Agronom)

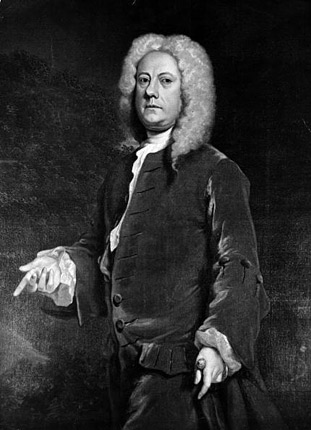
Jethro Tull

Henry Jethro William Tull (getauft 30. März 1674 in Basildon, Berkshire; † 21. Februar 1741 in Shalbourne, Berkshire) war ein englischer Agronom. Er wird als der Vater der Agrarwissenschaft erachtet. 

## Leben und Wirken
Tull ist für zahlreiche Verbesserungen auf diesem Gebiet verantwortlich, besonders für die Sämaschine (engl. seed drill) (1708), durch deren Hilfe die Saat nicht mehr mit der Hand unregelmäßig über den Boden gestreut werden musste. Die Sämaschine öffnete ein Loch von voreingestellter Größe, legte ein Saatkorn hinein und verschloss das Loch. Es wurden drei Reihen auf einmal bearbeitet. Die Keimungsrate sowie der Ertrag wurden erhöht. Tulls Kollege John Worlidge, der 1669 das Buch Systema Agriculturae verfasste, hatte bereits ein solches Gerät vorgeschlagen, ein Nachweis für den Bau während seiner Schaffensperiode kann aber nicht erbracht werden.
Tull erfand außerdem eine von einem Pferd gezogene Hacke zum Jäten von Unkraut und brachte Änderungen in das Aussehen des Pflugs, die noch im modernen Design vorhanden sind. Sein Interesse am Pflügen stammte von seinem Kampf gegen Unkraut und seiner Überzeugung, dass Pflanzen ihre Nahrung ausschließlich aus den Mineralien des Bodens ziehen und dass organische Anreicherungen nicht nötig sind. Ihm war bekannt, dass Pferdemist Unkrautsaat enthält, und er hoffte, diesen als Dünger vermeiden zu können, indem er den Boden pulverisierte, um die Mineralien besser zugänglich zu machen.
Seine Erfindungen sind Teil der Grundlagen moderner Landwirtschaft. Zu seiner Zeit stießen seine Erfindungen auf wenig Verständnis und wurden erst viele Jahre später genutzt.

## Ehrungen
Die Rockband Jethro Tull wurde nach ihm benannt.